# Осада Александрии
Осада Александрии — серия стычек и сражений, происходящих между силами Гая Юлия Цезаря, Клеопатры VII, 
Арсинои IV и Птолемея XIII между 48 и 47 годами до н. э. В течение этого времени Цезарь вовлечён в гражданскую войну против оставшихся республиканских сил.
Осада предпринимается силами помощи, прибывающими из Сирии. После битвы при Ниле войска Птолемея XIII и Арсинои IV были побеждены.

## События

### Прелюдия
Помпей после битвы при Фарсале бросил свою побеждённую армию и бежал со своими советниками за границу в Митилену, а оттуда в Киликию, где он провёл военный совет. Военные советники Помпея бежали в Египет, который в предыдущем году предоставил ему военную помощь.
По прибытии в Египет он был убит Ахилласом и Луцием Септимием, бывшими солдатами его армии, по приказу евнуха Потина и Теодата Хиосского, советниками царя Птолемея, которые считали, что Цезарь будет доволен устранением своего противника.
Цезарь высадился в Александрии через три дня после смерти Помпея с примерно тремя тысячами человек и восемью сотнями германских вспомогательных коней, высокомерно заняв части александрийского царского квартала. Цезарь был в ужасе или притворялся таковым при убийстве Помпея и оплакивал своего бывшего союзника и зятя. Он потребовал уплатить десять миллионов динариев в счёт долга отца Птолемея XIII Птолемея XII Авлета и заявил о своём намерении выступить посредником в споре между Птолемеем XIII и его сестрой Клеопатрой VII.

### Начало осады
После требования оплаты Потин отправил секретный приказ о вызове Ахилла и армии примерно в двадцать тысяч человек в Александрию, где они осадили, а затем предприняли полномасштабную атаку на Царский квартал. Первоначальные бои были ожесточенными, случайный пожар распространился на знаменитую Александрийскую библиотеку, хотя ущерб библиотеке, вероятно, был минимальным. Во время осады Клеопатра спряталась в Царском квартале и в конце концов стала любовницей Цезаря. Примерно в то же время, когда начались отношения, Цезарь также заявил, что он рассматривает волю Птолемея XII Авлета наделить Клеопатру VII и Птолемея XIII совместным правлением королевства. Птолемей XIII не был впечатлён этим решением, вероятно, уже зная, что его сестра была ближе к римскому консулу [Цезарю], чем он когда-либо мог быть, и спровоцировал бунт в Александрии против Цезаря.
После того, как один из рабов Цезаря обнаружил связь между Потином и осаждающими, Цезарь казнил Потина.
Тем временем Арсиноя IV, младшая сестра Птолемея XIII, сбежала от Цезаря и присоединилась к египетской армии, которая провозгласила её царицей. Вместе со своим наставником-евнухом Ганимедом она успешно организовала убийство Ахилласа, а затем приняла на себя командование армией, возобновив осаду. Запасы воды Цезаря были загрязнены, что вынудило его копать колодцы. Затем морем прибыло подкрепление из его XXXVIII легиона, бывшего помпейского формирования, с припасами и артиллерией.

### Морское сражение
Вскоре после начала осады Цезарь предпринял вылазку против Великой гавани и сжёг александрийский флот, повредив при этом Великую библиотеку. Ганимед приказал александрийцам отремонтировать как можно больше кораблей. Они подготовили к бою 27 боевых кораблей. Цезарь, не желавший отказываться от своего превосходства на море, выстроил свой флот из 19 военных кораблей и 15 меньших судов в две линии к северу от побережья острова Фарос. Ганимед отплыл из гавани Евностоса и построился в две линии против флота Цезаря. Между двумя флотами были отмели, и единственным проходом через них был узкий канал. Обе стороны в конце концов удержали свои позиции, ни одна из них не желала делать первоначальный ход.
Евфранор, командующий родосскими союзниками Цезаря, убедил Цезаря, что он и его люди смогут прорваться и удерживаться достаточно долго, чтобы позволить остальной части флота пройти через канал. Четыре родосских корабля прошли через канал и выстроились в линию против быстро приближающихся александрийских кораблей, задерживая их достаточно долго, чтобы остальная часть флота Цезаря могла пройти. С каналом за спиной Цезарю нужно было победить, потому что отступление было бы катастрофой. Хотя александрийцы были отличными мореплавателями, римляне имели решающее преимущество: из-за близости побережья и отмелей у них было мало места для манёвра. Корабли были вынуждены вступить в ближний бой, в чём римляне преуспели. Два александрийских корабля были захвачены, ещё три потоплены, а остальные бежали обратно на Евностос.

### Битва за Фарос
После победы в битве за господство на море Цезарь обратил своё внимание на остров Фарос. Остров имел решающее значение для контроля доступа к гаваням и был связан с материком мостом, гептастадионом, соединённым двумя молами, один с острова, а другой с материка. Цезарь разместил небольшой гарнизон в северо-восточной части острова напротив Александрийского маяка. Он приказал десяти когортам легионеров, некоторому количеству лёгкой пехоты и своей галльской кавалерии сесть на их транспорты и повёл их на морскую атаку острова, в то время как его гарнизон на острове одновременно атаковал александрийцев.
После упорного боя александрийцы отступили с острова. Цезарь укрепил оборону вокруг моста, контролирующего доступ к Фаросу, александрийцы сделали то же самое на материке. На мосту была большая арка, через которую александрийцы могли посылать корабли для нападения на транспорты Цезаря. Чтобы помешать александрийцам сделать это, Цезарю нужно было взять под свой контроль мост. На следующий день после захвата острова он послал несколько кораблей с лучниками и артиллерией, чтобы очистить мост, а затем высадился с тремя когортами на мосту. Он приказал своим людям начать строительство вала на мосту, в то время как люди с Фароса принесли камни, чтобы заблокировать арку. Александрийцы внезапно предприняли двойную контратаку по суше и по морю, чтобы вернуть мост. Капитаны Цезаря решили сами проявить инициативу, высадив лучников и пращников на мостик, чтобы отбиваться от вражеских кораблей. Однако александрийцы высадили свои войска позади них и атаковали их с тыла. Лёгкие войска Цезаря были быстро разбиты тяжеловооружёнными александрийскими солдатами. Теперь Цезарь попал в клещи и приказал своим войскам отойти к своим транспортам.
В панике корабль Цезаря затопили солдаты, что вынудило его снять доспехи, а затем плыть к берегу, держа левую руку над водой, чтобы спасти некоторые важные документы. Битва закончилась поражением; хотя остров Фарос всё ещё был в руках Цезаря, мост — нет. Он потерял около восьмисот человек (около половины легионеров и половины матросов), но боевой дух оставался высоким, и люди Цезаря продолжали отражать атаки противника.

### Прибытие армии помощи
Вскоре после стычки за Фарос депутация александрийцев попросила Цезаря обменять Арсиною IV на Птолемея XIII, заявив об общей усталости от деспотического правления Арсинои IV и Ганимеда. Птолемей XIII, симулирующий страх быть отосланным, был освобождён; он быстро присоединился к своей сестре и призвал своих солдат продолжить атаку на Цезаря. Современники рассматривали это с сатирической точки зрения, говоря, что чрезмерная доброта Цезаря была доведена до абсурда обманом мальчика.
Новые атаки на римские позиции не увенчались успехом. Ситуация начала меняться в пользу Цезаря, когда в марте 47 года до н. э. до него дошли новости о прибытии сил помощи по суше из Сирии под командованием Митридата Пергамского во главе союзной армии с отрядом из трёх тысяч евреев, предоставленным первосвященником Гирканом II и возглавляемым Антипатром Идумеянином. Еврейский отряд призвал еврейское население Александрии стать более сочувствующим Цезарю, и после того, как силы Митридата штурмовали Пелузий, силы Птолемея XIII передислоцировались на восток, чтобы противостоять Митридату пересечь Нил.